# Flippers neue Abenteuer
Flippers neue Abenteuer (Originaltitel: Flipper, auch Flipper: The New Adventures of Flipper) ist eine US-amerikanische Fernsehserie, von 1995 bis 2000 in vier Staffeln ausgestrahlt wurde. Sie wurde für die ersten beiden Staffel zunächst über Syndication vertrieben, ehe die Staffeln 3 und 4 bei PAX gezeigt wurden. Sie ist nach Flipper die zweite Fernsehserie um den aus dem Film Flipper bekannten Delfin Flipper. Die deutsche Erstausstrahlung fand im November 1996 auf RTL II statt. In einer Nebenrolle ist die jugendliche Jessica Alba zu sehen.

## Handlung
Der Meeresbiologe Dr. Keith Ricks arbeitet zusammen mit der Wissenschaftlerin Pam Blondel am Institut für Delfinforschung. Pam wohnt mit ihrem Sohn Mike an der Küste Floridas. Mikes beste Freundin ist Maya. Die beiden haben Freundschaft mit einem wilden Tümmler geschlossen. Ricks erinnert sich an seine Kindheit und gibt dem Delfin den Namen Flipper. Wie schon in der ersten Serie erleben die Darsteller Abenteuer, die stets mit einem Happy End schließen.
Im späteren Verlauf der Serie arbeiten Deputy Tom Hampton und sein Team auf der Rettungsstation Bel Harbour. Tom Hampton heiratet die Witwe und Doktorin Alex Parker. Toms Nichte Courtney und Alex’ Kinder Chris und Jackie leben gemeinsam in einem Haus in Bel Harbour nahe der Küste. Sie erleben gemeinsam mit dem Delfin aufregende Abenteuer.

## Auszeichnungen
- 1996 gewann die Serie einen Daytime Emmy in der Kategorie Outstanding Sound Mixing und wurde in der Kategorie Outstanding Sound Editing nominiert.
- 1998 gab es eine YoungStar Award-Nominierung für Jessica Alba als beste Nachwuchsdarstellerin.
- 1999 wurde die Serie als beste Familienserie für den Young Artist Award nominiert.